# Megali Idea

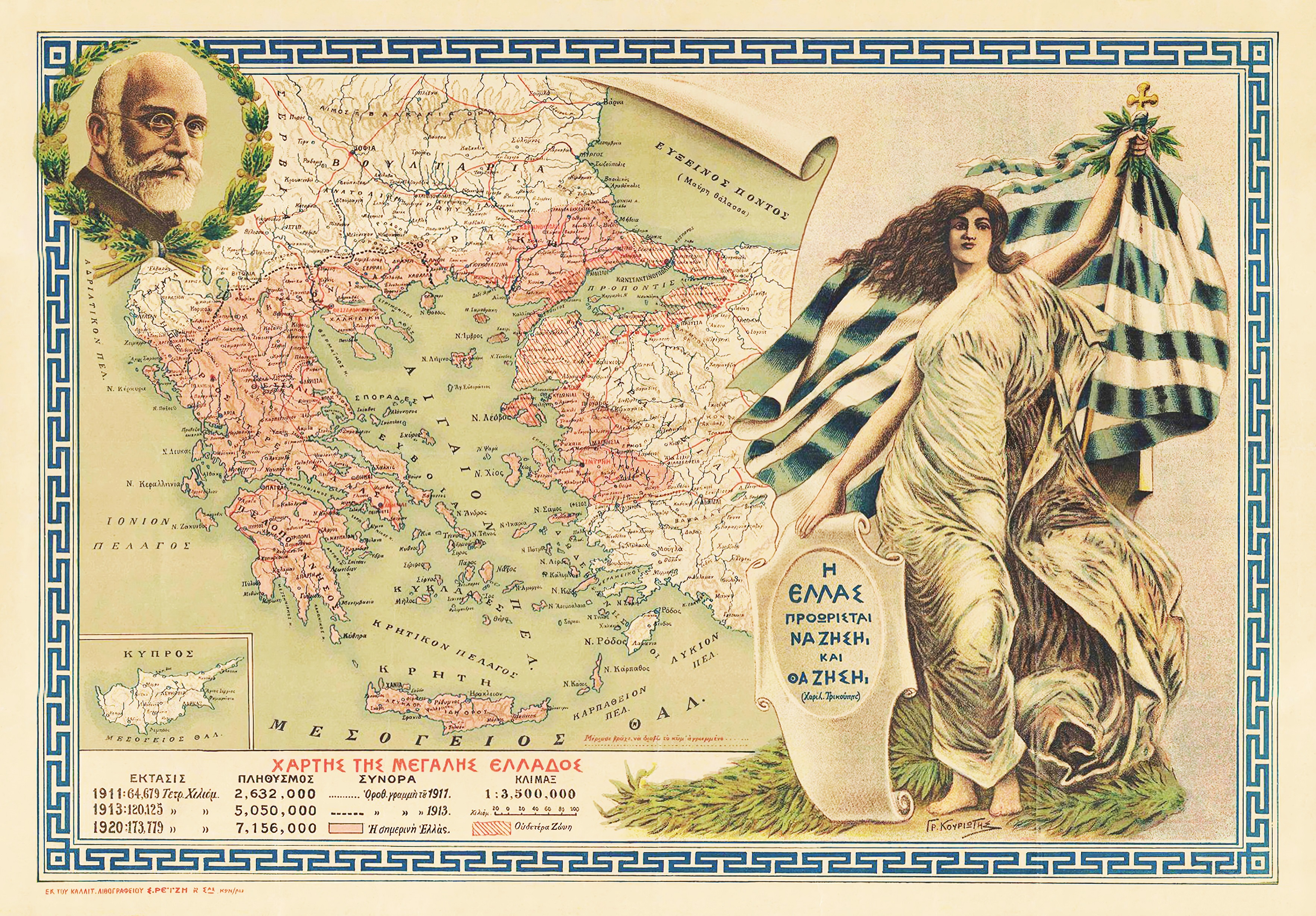
Zeitgenössische Illustration mit dem Titel Megali Hellas („Großes Griechenland“) nach dem Vertrag von Sèvres mit Bild von Eleftherios Venizelos (oben links), Unterstützer dieser nationalistischen Idee. Schraffiert sind die Gebiete um das Marmarameer, die nach dem Vertrag von Sèvres größtenteils bei der Türkei verbleiben sollten, jedoch von den Vertretern der Megali Idea für ein künftiges „Großes Griechenland“ beansprucht wurden.

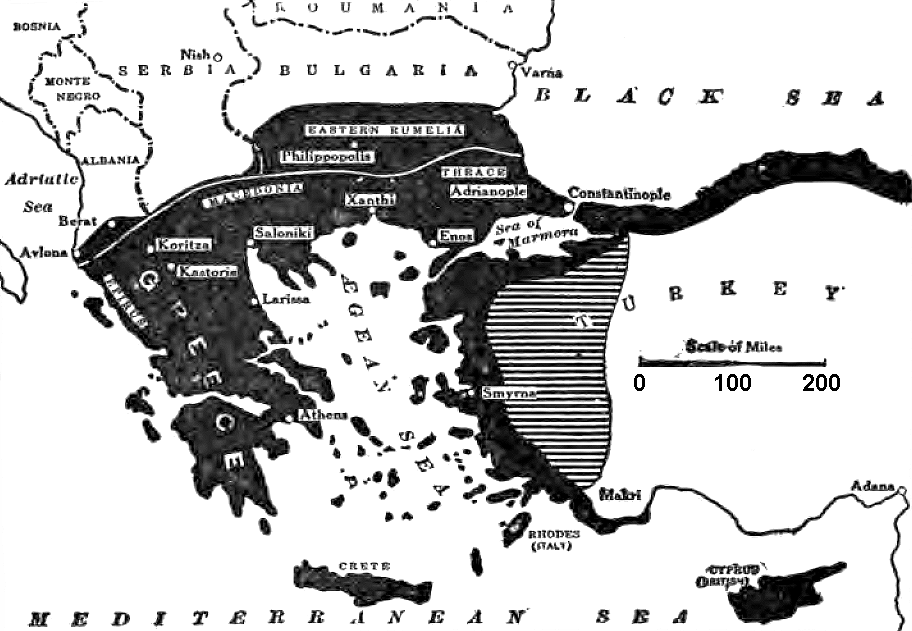
Vorschlag von Eleftherios Venizelos auf der Pariser Friedenskonferenz 1919, Abbildung aus der zeitgenössischen New York Times

Die Megali Idea (griechisch Μεγάλη Ιδέα Megáli̱ Idéa), die Große Idee, bezeichnet das Motto des griechischen Nationalismus bis etwa 1922. Hintergrund war, dass Griechenland nur mit einem Bruchteil des griechisch besiedelten Territoriums seine Unabhängigkeit erlangte und erst später auf sein heutiges Territorium wuchs. Spätestens mit dem Anspruch, auch die seit der Antike griechisch besiedelte Küste Kleinasiens Griechenland anzugliedern, stieß die Megali Idea auch auf Widerstand in Griechenland. Der kurzfristigen Einnahme von Teilen der kleinasiatischen Küste 1920 mit der Stadt Smyrna folgte allerdings mit der „Kleinasiatischen Katastrophe“ die Tötung oder Vertreibung der dort lebenden Griechen.

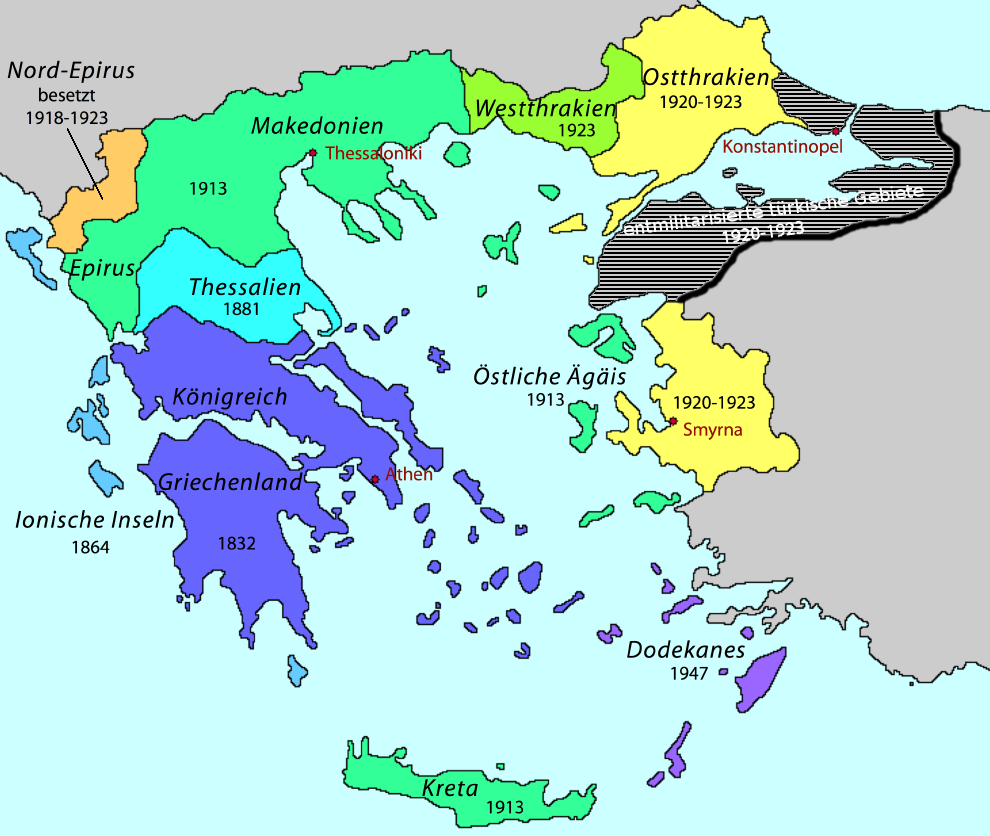
Tatsächliche territoriale Entwicklung Griechenlands von 1832 bis 1947
(grau schraffiert ist die im Vertrag von Sèvres geschaffene Internationale Zone, die von der Türkei entmilitarisiert werden musste und die von Griechenland bis 1923 als zukünftiges Staatsgebiet beansprucht wurde)

## Geschichte
Schon die griechischen Revolutionäre nach 1821, die das Byzantinische Reich zurückersehnten und ein hellenisches Großreich mit der Hauptstadt Konstantinopel zu gründen suchten, hingen dieser Idee an.
Der Erste, der die Megali Idea propagierte, war der Schriftsteller und Revolutionär Rigas Velestinlis. Von seinem Plan einer multiethnischen Republik blieb nach dem Beginn des Freiheitskrieges 1821 nur mehr der Wunsch nach Vereinigung aller Griechen in einem Nationalstaat. Er zeichnete im Jahre 1791 in Bukarest die erste Landkarte über die Megali Idea, ließ sie im Jahre 1796 drucken und verteilte sie anschließend zunächst in Wien, später in den griechischsprachigen Gebieten des Osmanischen Reiches. Auf dieser Karte wurden der größte Teil der Länder der Balkanhalbinsel, Kreta, Rhodos, Thessaloniki, Zypern, die Ägäischen Inseln, Thrakien und Konstantinopel als „zu befreiende Gebiete“ gekennzeichnet.
In jenen Tagen entstand eine Bewegung, die es sich – fernab der Absichten der meisten damaligen Griechen und auch bar jeder Aussicht auf Erfolg – zum Ziel gemacht hatte, die Megali Idea zu verwirklichen. Dessen ungeachtet gelang es der griechischen Regierung, die Erweiterung ihres Staatsgebietes Schritt für Schritt zu verwirklichen. „Die Glorifizierung des Byzantinischen Reiches hatte sich zu einer unlösbaren Einheit mit dem Anspruch auf die historischen Räume des Griechentums verknotet.“
Wichtigster Unterstützer der „Großen Idee“ war der griechische Politiker Eleftherios Venizelos, der als Ministerpräsident in den Balkankriegen von 1912 bis 1913 das griechische Territorium auszudehnen vermochte (von 64.657 km² auf 121.268 km²). Damals wurden der südliche Teil des Epirus, Kreta und der südliche Teil Makedoniens dem griechischen Staate angegliedert. Thessalien war bereits 1881 angeschlossen worden.
Mit einem Konsens der „nationalen Sache“ in der Außenpolitik erhofften Befürworter auch ein stärkeres Aneinanderrücken der zerklüfteten parteipolitischen Situation im Inland. Nach dem Sieg der Entente im Ersten Weltkrieg und den diversen Verträgen von Sèvres schien die Verwirklichung der „Großen Idee“ ein großes Stück näher gerückt zu sein: Der nördliche Teil von Epirus, die Inseln Imbros und Tenedos sowie Thrakien (jedoch nicht Konstantinopel) wurden Griechenland zugesprochen.
Der Tycoon Basil Zaharoff spendete dem griechischen Staat 1920 eine halbe Milliarde Goldfranc für die Verwirklichung der Megali Idea, unterstützte das Osmanische Reich jedoch auch mit Waffenlieferungen.
Die Niederlage Griechenlands im Griechisch-Türkischen Krieg (1919–1922) war ein erheblicher Rückschlag für die Anhänger der nationalistischen Idee und zerschlug diese endgültig. Im Vertrag von Lausanne wurde festgelegt, dass Imbros und Tenedos zukünftig der Türkei angehören sollten. Griechenland verlor mit diesem Vertrag weiter Ostthrakien  und seine Ansprüche auf das Smyrna-Gebiet, die ihm 1920 noch im Vertrag von Sèvres zugesprochen waren, an die Türkei. Griechenland wurde weiter 1923 gezwungen, sich aus dem zu Albanien gehörenden Nordepirus zurückzuziehen.
Im Zuge des damaligen „Bevölkerungsaustausches“ von Griechen und Türken, der gewaltsamen Vertreibung der jeweiligen nationalen Minderheiten aufgrund der Konvention über den Bevölkerungsaustausch zwischen Griechenland und der Türkei, verschwand damit das seit fast drei Jahrtausenden in Kleinasien beheimatete Griechentum fast vollständig aus jener Region.